# Baltrum
Baltrum est une petite île allemande située au large de la Basse-Saxe.
Surnommée la Belle au bois dormant de la mer du Nord, cette île de faibles dimensions (5 km x 1,4 km) occupe une superficie 6,6 km2 et le centre de l'archipel des îles de la Frise-Orientale entre ses homologues de Norderney et de Langeoog. 
Formant une commune de 502 habitants (en 2004), elle appartient administrativement à l'arrondissement d'Aurich dans le Land de Basse-Saxe.
Il est possible que des dépôts de munitions immergées après les guerres mondiales à proximité de l'île et des autres îles de la Frise puissent fuir et devenir une source de pollution et de toxiques pouvant affecter les populations de phoques de la région.
Baltrum possède un aéroport (code AITA : BMR).
C'est sur cette île qu'Ingmar Bergman situe l'intrigue de L'Heure du loup (tourné cependant en Suède).

Localisation de Baltrum sur la carte de la Frise orientale.

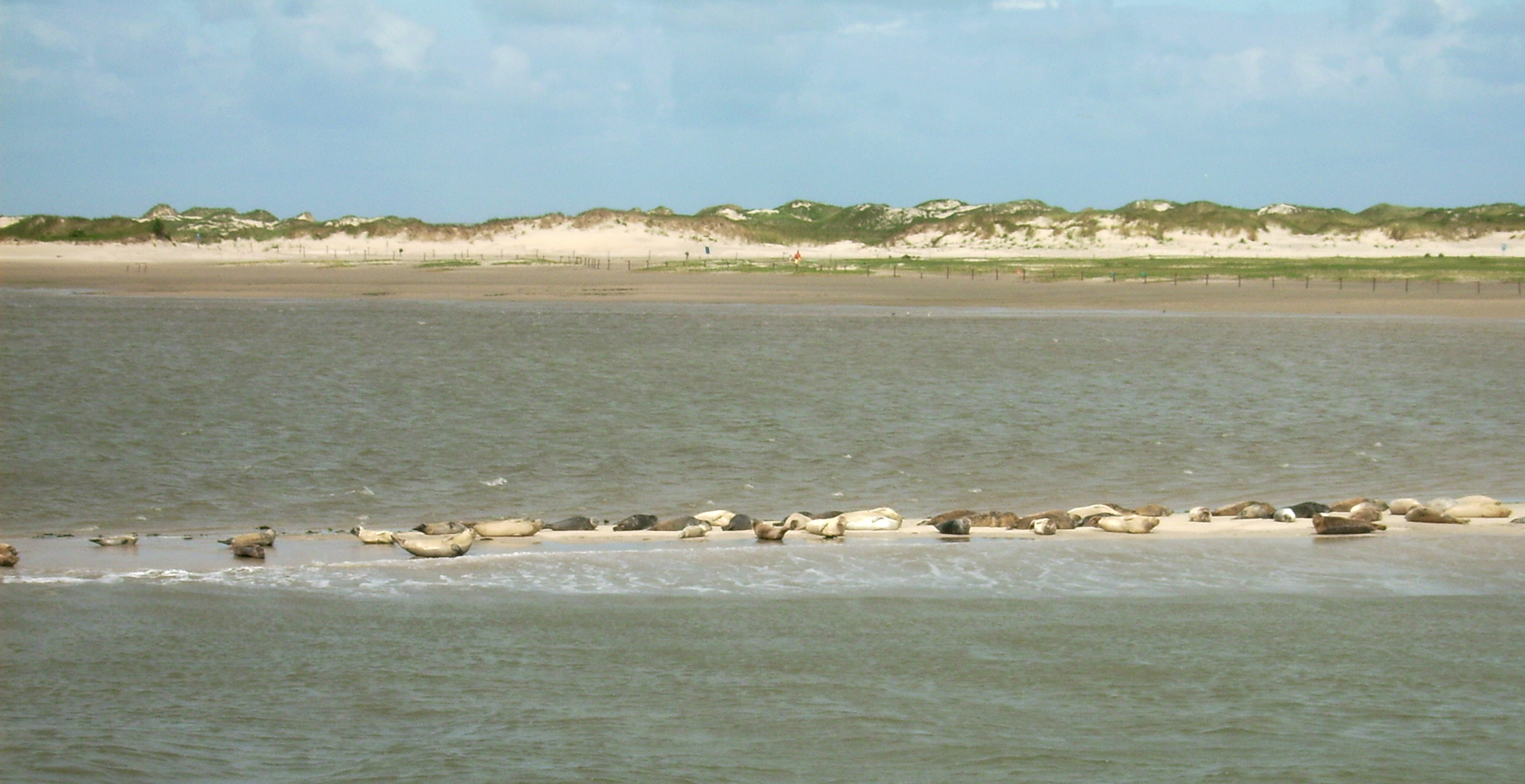
Phoques communs (Phoca vitulina), devant l'île